# Rode plakkaatzwam
De rode plakkaatzwam (Meruliopsis taxicola) is een schimmel behorend tot de familie Irpicaceae. Hij leeft saprotroof op dode stammen, stronken en takken van den (Pinus) in naaldbossen op droge zandgrond.

## Vruchtlichaam
Het vruchtlichaam is eenjarig en verspreidt zich over een groot gebied. Hij bereikt een dikte van 4 mm. Het hymeniale oppervlak is roodachtig tot donkerpaars. De rand is wit, breed en contrasteert met de rest van het vruchtlichaam. De hymenofoor is poreus. De consistentie is hard en wasachtig als het vers is, en hard en bros als het droog is. De poriën zijn hoekig, 2 tot 4 per mm. De context is wit, vezelig en tot 2 mm dik.

## Kenmerken
Hij heeft een monomitisch hyfensysteem. De hyfen zijn zonder ligamenten. De subulate, gladde cystidiolen hebben dezelfde grootte als de basidia. De sporen zijn worstvormig en meten 4,5–6 × 1–2 µm.

## Verspreiding
De rode plakkaatzwam komt voor in Noord-Amerika, Europa, Azië, Australië en Nieuw-Zeeland. 
In Nederland komt de rode plakkaatzwam matig algemeen voor. Hij staat op de rode lijst in de categorie 'Kwetsbaar'.